# Cobra Woman
La reina de Cobra (Cobra Woman, título original en inglés) es una película de melodrama/aventura de 1944 protagonizada por María Montez, Jon Hall, Sabu y dirigida por Robert Siodmak que se estrenó el 12 de mayo de 1944. Además cuenta con la participación de la veterana actriz Mary Nash y el actor Lon Chaney Jr.. La película tiene la peculiaridad de mostrar a Montez en dos papeles distintos. Es una de las más típicas en la carrera de Montez durante su etapa con Universal Pictures y, aunque casi olvidada hoy por el gran público, es venerada por los cinéfilos como un clásico por su legendaria danza fálica de la serpiente y las palabras inmortales de Montez: "Geev me the Cobra jewl (sic)". El vanguardista cineasta Kenneth Anger, dijo que era su película favorita.

## Reparto
- María Montez - Tollea / Naja
- Jon Hall - Ramu
- Sabu - Kado
- Lon Chaney Jr. - Hava
- Edgar Barrier - Martok
- Mary Nash - Reina
- Lois Collier - Veeda
- Samuel S. Hinds - Padre Paul
- Moroni Olsen - MacDonald